# San Benedetto Ullano
San Benedetto Ullano község (comune) Olaszország Calabria régiójában, Cosenza megyében.

## Fekvése
A megye nyugati részén fekszik. Határai: Fuscaldo, Lattarico és Montalto Uffugo.

## Története
A településen a 12. században alapítottak kolostort bencés szerzetesek. A 15. században albán menekültek telepedtek le (arberesek). A település albán neve Shën Benedhiti.

## Népessége
A népesség számának alakulása:

## Főbb látnivalói
- Palazzo Conforti
- Palazzo Agesilao Milano
- San Giovanni Battista-kápolna
- San Salvatore-templom
- San Rocco-templom
- San Giuseppe-templom
- San Benedetto Abate-templom
- Madonna del Buon Consiglio-templom
- Sacro Cuore-templom